# Concert per a violí (Korngold)
El Concert per a violí en re major, op. 35, va ser compost per Erich Wolfgang Korngold el 1945.

## Instrumentació
L'obra està escrita per a violí sol, dues flautes (una que dobla el piccolo), dos oboès (un que dobla el corn anglès), dos clarinets, clarinet baix, dos fagots (un que dobla el contrafagot), quatre trompes, dues trompetes, trombó, arpa, cordes i una colorida secció de percussió de timbales, bombos, plats, gongs i tubs, glockenspiel, vibràfon, xilòfon i celesta.

## Moviments
- Moderato nobile: El solo de violí que obre el concert és un tema de la pel·lícula Una altra alba (1937), que recorre dues octaves en cinc notes. Juárez (1939) va proporcionar el segon tema (el tema de Maximilian & Carlotta), més expansiu i depenent de l'⁣orquestra.
- Romance: El violí solista introdueix el tema principal del moviment lent, citat d'⁣Anthony Adverse (1936) i revisitat després d'una secció mitjana contrastada que sembla haver estat composta exclusivament per al concert.
- Allegro assai vivace⁣: El moviment més exigent per al solista comença amb un jig en staccato que condueix a un segon tema basat com el primer en el motiu principal de El príncep i el captaire (1937) i arriba a un clímax virtuós.

Una actuació típica dura uns 25 minuts.

## Visió general

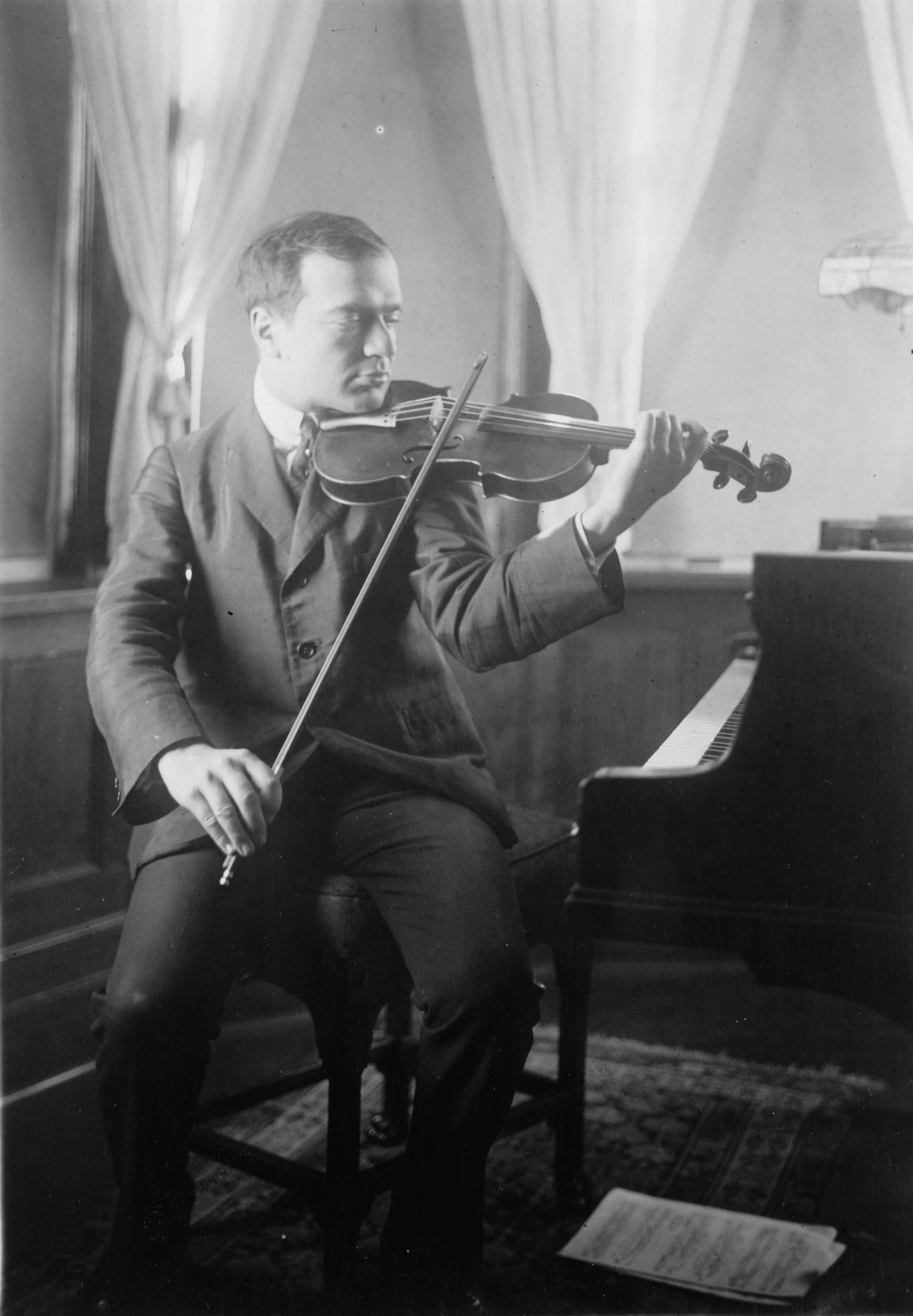
Bronislaw Huberman, que va persuadir Korngold d'escriure el seu Concert per a violí.

Korngold havia promès que deixaria de compondre qualsevol cosa que no fos música de pel·lícula, amb la qual es va mantenir a si mateix i a la seva família, fins que Hitler hagués estat derrotat. Amb la fi de la Segona Guerra Mundial, es va retirar del cinema per concentrar-se en la música per a la sala de concerts. El Concert per a violí va ser la primera obra d'aquest tipus que Korngold va escriure, després de la persuasió inicial del violinista i també emigrat Bronisław Huberman. A Korngold li va doldre que es donés per fet que un compositor de cinema amb èxit era algú que havia venut la seva integritat a Hollywood, de la mateixa manera que anteriorment li havia fet mal que molts crítics assumissin que les seves obres només s’interpretaven perquè era fill d’un crític musical Julius Korngold. Per això, estava decidit a demostrar el seu talent amb una obra que combinés vitalitat i una artesania excepcional.

El concert va ser dedicat a Alma Mahler, la vídua del mentor de la infància de Korngold, Gustav Mahler. Va ser estrenada el 15 de febrer de 1947 per Jascha Heifetz i la Simfònica de St. Louis dirigida per Vladimir Golschmann. Va rebre l'ovació més entusiasta de la història dels concerts de St. Louis. El 30 de març de 1947, Heifetz va tocar el concert al Carnegie Hall amb la Filharmònica de Nova York dirigida per Efrem Kurtz⁣; l'enregistrament de l'emissió es va fer en discos de transcripció. El compositor va escriure sobre la interpretació de l'obra per part de Heifetz:
Malgrat l'exigència de virtuosisme al final, l'obra amb els seus nombrosos episodis melòdics i lírics es va contemplar més per a un Caruso que per a un Paganini. No cal dir com estic encantat de tenir el meu concert interpretat per Caruso i Paganini en una sola persona: Jascha Heifetz.
L'actuació d'Heifetz va llançar l'obra al repertori estàndard, i ràpidament es va convertir en la peça més popular de Korngold. Tanmateix, la fama del concert per a violí, combinada amb l'eminent associació de Korngold amb la música de cinema de Hollywood, ha ajudat a enfosquir la resta del seu llegat com a compositor d'obres de sala de concerts escrites abans i després de la seva arribada als Estats Units.
Tot i que a Korngold se li va atribuir la introducció del llenguatge musical sofisticat de la seva formació clàssica als paisatges sonors de les pel·lícules de Hollywood, també es va produir una mena d'inspiració inversa. Com moltes de les obres "serioses" de Korngold en gèneres tradicionals, el concert per a violí pren en préstec material temàtic de les partitures de les seves pel·lícules en cadascun dels tres moviments.